# Ernesto Benedettini
Ernesto Benedettini (Città di San Marino, 5 marzo 1948) è un politico sammarinese.

## Biografia
Membro del Partito Democratico Cristiano Sammarinese dal 1968, ha ricoperto nel partito diversi incarichi. È stato Capitano di Castello di Borgo Maggiore dal 1984 al 1988.
Dal 1988 siede in Consiglio Grande e Generale, e per due volte è stato Capitano Reggente: la prima nel semestre aprile-ottobre 1992; la seconda dal 1º ottobre 2008 al 1º aprile 2009.
Benedettini inoltre dal 2007 è presidente della Giochi del Titano, azienda statale sammarinese che si occupa del gioco d'azzardo.